# Сосайті-Гілл (Південна Кароліна)
Сосайті-Гілл (англ. Society Hill) — місто (англ. town) в США, в окрузі Дарлінгтон штату Південна Кароліна. Населення — 438 осіб (2020).

## Географія
Сосайті-Гілл розташоване за координатами 34°30′36″ пн. ш. 79°51′14″ зх. д. / 34.51000° пн. ш. 79.85389° зх. д. (34.509891, -79.853892).  За даними Бюро перепису населення США в 2010 році місто мало площу 5,68 км², уся площа — суходіл.

## Демографія
Згідно з переписом 2010 року, у місті мешкали 563 особи в 229 домогосподарствах у складі 160 родин. Густота населення становила 99 осіб/км².  Було 303 помешкання (53/км²).
Расовий склад населення:
| - 52,0 % — чорних або афроамериканців - 44,0 % — білих - 0,7 % — корінних американців |

До двох чи більше рас належало 2,3 %. Частка іспаномовних становила 2,1 % від усіх жителів.
За віковим діапазоном населення розподілялося таким чином: 20,1 % — особи молодші 18 років, 66,4 % — особи у віці 18—64 років, 13,5 % — особи у віці 65 років та старші. Медіана віку мешканця становила 43,1 року. На 100 осіб жіночої статі у місті припадало 88,9 чоловіків;  на 100 жінок у віці від 18 років та старших — 94,8 чоловіків також старших 18 років.
Середній дохід на одне домашнє господарство  становив 45 750 доларів США (медіана — 35 192), а середній дохід на одну сім'ю — 59 227 доларів (медіана — 43 304). Медіана доходів становила 35 938 доларів для чоловіків та 25 625 доларів для жінок. За межею бідності перебувало 25,2 % осіб, у тому числі 36,1 % дітей у віці до 18 років та 21,4 % осіб у віці 65 років та старших.
Цивільне працевлаштоване населення становило 237 осіб. Основні галузі зайнятості: виробництво — 20,7 %, освіта, охорона здоров'я та соціальна допомога — 20,3 %, роздрібна торгівля — 12,2 %, будівництво — 10,5 %.